# Seznam kanadskih dirigentov
Seznam kanadskih dirigentov.

## A
- Louis Applebaum
- Raffi Armenian

## B
- Mario Bernardi
- Boris Brott

## D
- Charles Dutoit

## F
- Robert Farnon
- Victor Feldbrill

## G
- Nicholas Goldschmidt

## K
- David L. Kaplan

## M
- Klaro Marija Mizerit (slov.-kanadski)

## N
- Yannick Nézet-Séguin

## O
- Peter Oundjian

## P
- Wilfrid Pelletier

## T
- Rosemary Thomson

## Z
- Maurice Zbriger